# DRG 50 sorozat
A DRG 50 egy német gőzmozdony sorozat volt.